# M. Steven Shackley
Michael Steven Shackley (* 1949) ist ein US-amerikanischer Archäologe. Sein Forschungsschwerpunkt liegt in der Archäologie des Südwestens der Vereinigten Staaten und des nördlichen Mexikos, in der Geoarchäologie, in der Analyse archäologischer Obsidianfunde, in der Erforschung sozialer Prozesse von Jäger-und-Sammler-Kulturen sowie in der Museumsanthropologie.

## Leben
Sahckley besuchte das Grossmont College in La Mesa, Kalifornien und erhielt dort 1977 einen Associate of Arts in Liberal Arts. Anschließend studierte er Anthropologie und Geologie an der San Diego State University und erhielt dort 1979 einen Bachelor of Arts. 1981 erhielt er dort einen Master of Arts in Anthropologie. 1989 erfolgte an der Arizona State University seine Promotion zum Ph.D. in Anthropologie mit der Dissertation Early Hunter-Gatherer Procurement Ranges in the Southwest: Evidence from Obsidian Geochemistry and Lithic Technology.
Von 1989 bis 1990 war Shackley Adjunct Assistant Professor am Department of Anthropology der San Diego State University. Danach wechselte er an die University of California, Berkeley. Am dortigen Department of Anthropology war er von 1990 bis 1994 Adjunct Assistant Professor, von 1994 bis 1999 Adjunct Associate Professor, von 1999 bis 2004 Adjunct Professor und von 2004 bis 2011 Professor. Daneben war er von 1990 bis 2012 Direktor des zur Universität gehörenden Geoarchaeological X-Ray Fluorescence Spectrometry Laboratory und fungierte 2008 als Interim-Vorsitzender des Department of Anthropology. Seit 2011 ist Shackley Professor Emeritus für Anthropologie am Department of Anthropology der University of California, Berkeley, sowie  Adjunct Professor am Department of Anthropology der University of New Mexico.
Sahckley war 2002 Invited Lecturer am Department of Anthropology der University of Nevada, Reno sowie 2004 am Department of Anthropological Science der Stanford University. 2005 war er Visiting Professor am Department of Earth and Planetary Sciences der University of New Mexico.
Von 1991 bis 1993 war er Associate Editor des International Association for Obsidian Studies Newsletter und fungierte von 1992 bis 1993 als Vizepräsident sowie von 1993 bis 1994 als Präsident der International Association for Obsidian Studies. Des Weiteren war er von 2000 bis 2006 Editor Emeritus der Fachzeitschrift Archaeometry sowie von 2005 bis 2013 Associate Editor der Fachzeitschrift Geoarchaeology.
Er ist Mitglied des Arizona Archaeological Council, der Arizona Archaeological and Historical Society, der Abteilung Geoarchäologie der Geological Society of America, der International Association for Obsidian Studies, des New Mexico Archaeological Council, der New Mexico Geological Society, der Society for American Archaeology und der Society for Archaeological Sciences. Für die Society for Archaeological Sciences fungierte er zeitweise als Vizepräsident.
2011 erhielt er den Award for Excellence in Archaeological Analysis der Society for American Archaeology in der Kategorie „lithic studies“.

## Veröffentlichungen (Auswahl)
- Archaeological Investigations in the Western Colorado Desert: A Socioecological Approach. (1984)
- mit Frank E. Bayham, Donald H. Morris: Prehistoric Hunter-Gatherers of South Central Arizona: The Picacho Reservoir Archaic Project. (1986, Anthropological Field Studies 13. Arizona State University, Tempe)
- (Hrsg.): Archaeological Obsidian Studies: Method and Theory. (1998, Advances in Archaeological and Museum Sciences 3, Springer/Plenum Publishing Corporation, New York)
- (Hrsg.): The Early Ethnography of the Kumeyaay: E.W. Gifford, Leslie Spier, and T.T. Waterman. (2004, Classics in California Anthropology, Phoebe Hearst Museum of Anthropology. University of California Press)
- Obsidian. Geology and Archaeology in the North American Southwest. (2005, University of Arizona Press, Tucson)
- (Hrsg.): X-Ray Fluorescence Spectrometry (XRF) in Geoarchaeology. (2011, Springer, New York)